# Notothylas javanica
Notothylas javanica är en bladmossart som först beskrevs av Sande Lac., och fick sitt nu gällande namn av Carl Moritz Gottsche. Notothylas javanica ingår i släktet Notothylas och familjen Notothyladaceae. Inga underarter finns listade i Catalogue of Life.